# Deb Mell

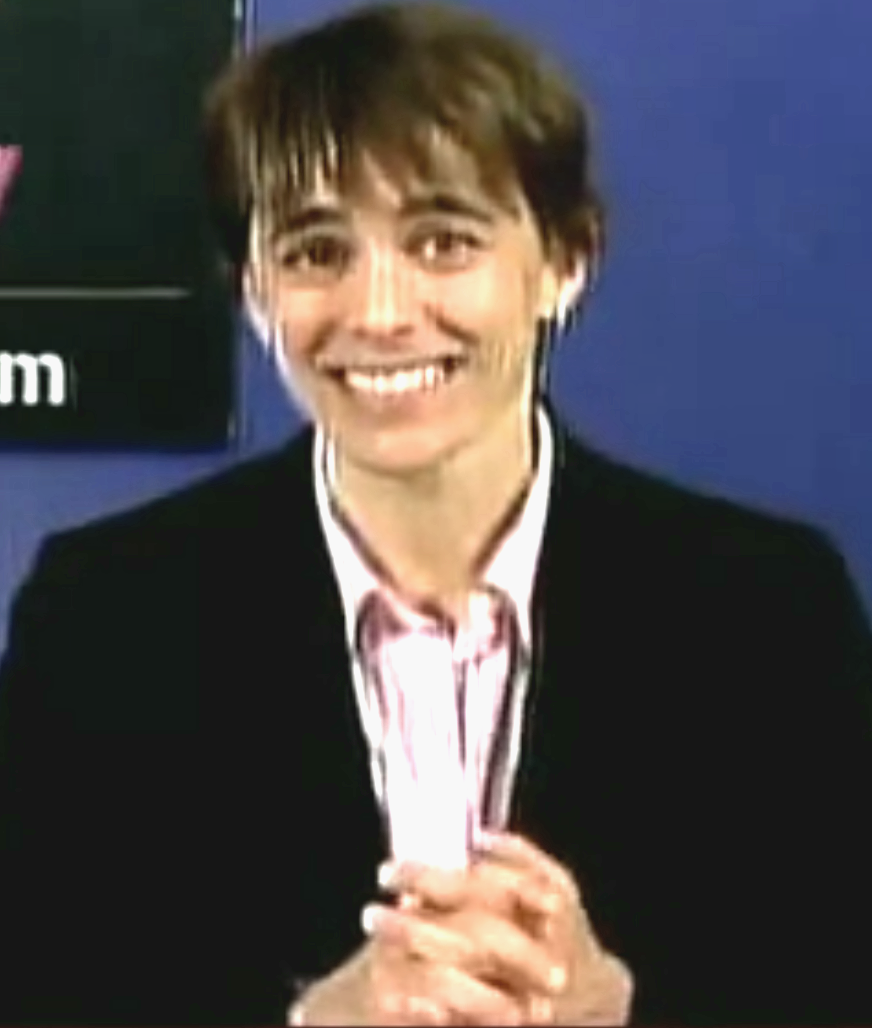
Deb Mell

Deborah „Deb“ Mell (* 30. Juli 1968 in Chicago, Illinois) ist eine US-amerikanische Politikerin.

## Leben
Mell besuchte die St John Berchman’s Elementary School und die St Scholastica High School. Sie studierte Geschichte und Politikwissenschaft am Cornell College. Nach ihrem Studium arbeitete Mell für das Unternehmen Christy Webber Landscape in Chicago.
Mell ist Mitglied der Demokratischen Partei. Von Januar 2009 bis Januar 2013 war sie Abgeordnete im Repräsentantenhaus von Illinois. Ihr Vorgänger als Abgeordneter im Wahlkreis war Rich Bradley. Ihr Nachfolger im Wahlkreis wurde der demokratische Politiker Jaime Andrade Jr. Mell ist als LGBT-Aktivistin engagiert. Seit Juli 2013 ist Mell Mitglied im Stadtrat von Chicago.
Ihre Lebensgefährtin ist Christin Baker.